# Loterías y Apuestas del Estado
Loterías y Apuestas del Estado (legalmente Sociedad Estatal Loterías y Apuestas del Estado) es un operador de loterías y juegos de azar español de titularidad pública responsabilidad del Gobierno de España y adscrito al Ministerio de Hacienda, a quien corresponde la dirección estratégica y la evaluación y control de eficacia. Esta entidad se encarga de la gestión, explotación y comercialización de todo tipo de loterías y juegos de ámbito nacional o siempre que sobrepasen el ámbito de una comunidad autónoma.
La empresa tiene sus orígenes en el «Organismo Nacional de Loterías y Apuestas del Estado» (ONLAE), creado en 1984 mediante la integración y unificación de las instituciones que hasta ese momento venían gestionando los juegos de titularidad estatal —el Patronato de Apuestas Mutuas Deportivas Benéficas y el Servicio Nacional de Loterías. En el año 2000 se transforma en «Entidad Pública Empresarial Loterías y Apuestas del Estado» y en 2010 pasa a ser la actual «Sociedad Estatal Loterías y Apuestas del Estado» (SELAE). 
Es el principal operador del sector en España, con una cuota de mercado de aproximadamente el 40 % (2020) y alrededor de 600 empleados. En la década de 2010 se situó en todos los ejercicios como la empresa estatal más rentable del país, aportando a las arcas del Estado miles de millones de euros anuales.

## Juegos
Loterías y Apuestas del Estado opera nueve juegos diferentes en España. Aunque en su mayoría son loterías y sorteos de azar, también hay algunos juegos basados en la apuesta deportiva. 
Los orígenes de estos sorteos se remontan a los siglos XVIII y XIX, cuyo formato se sigue realizando a día de hoy bajo las denominaciones de Lotería Primitiva y Lotería Nacional. El resto de juegos modernos se fueron añadiendo progresivamente durante el siglo XX y XXI.
La comercialización de boletos y billetes para la participación en los juegos de Loterías se realiza a través de una red comercial de administraciones y establecimientos autorizados, así como a través de la página web del operador.

### Lotería Nacional
La Lotería Nacional consiste en una lotería pasiva en la que los participantes compran participaciones a un número y una serie previamente definidos en cada billete. Las participaciones se comercializan divididas en décimas partes. Tiene sus orígenes en la «Lotería moderna» ideada por Ciriaco González Carvajal en Cádiz en 1811. 
En la actualidad se realizan dos sorteos con periodicidad semanal los jueves y sábados utilizando un sistema de bombos automáticos, aunque en ocasiones se realizan sorteos especiales que se hacen coincidir con eventos o efemérides. Los más destacados son el Sorteo Extraordinario de Navidad y el Sorteo Extraordinario del Niño.

### Lotería Primitiva
La Lotería Primitiva toma su nombre debido a que se inspira en el primer tipo de sorteo estatal fundado en 1763 bajo el reinado de Carlos III. Se trata de una lotería activa en la que el participante debe elegir seis números diferentes entre el 1 y el 49. Cada boleto también posee un número de reintegro entre el 0 y el 9.
En la actualidad se realizan tres sorteos con periodicidad semanal los lunes, jueves y sábados, en los que se extrae de un bombo automático los seis números ganadores, así como uno extra para el número complementario. También se extrae una bola numerada entre 0 y 9 para decidir el número del reintegro.

### Bonoloto
La Bonoloto es una réplica de menor tamaño del sorteo de la Primitiva. Se creó durante el siglo XX con la intención de crear un sorteo similar a la lotería Primitiva con boletos más asequibles y premios de menor tamaño. Es el juego con la participación más económica de los que opera Loterías. 
El formato es el de una lotería activa con un mecanismo idéntico al del juego original: el apostante debe escoger seis números entre el 1 y el 49, y el reintegro es aleatorio. Al contrario que otros juegos de mayor tamaño, este sorteo se realiza diariamente de lunes a domingo.

### El Gordo de la Primitiva
El Gordo de la Primitiva es un sorteo de tipo activo con un formato similar al de la Primitiva en la que se añade mayor complejidad debido a que el jugador debe escoger cinco números entre el 1 y el 54 de una primera matriz y un número adicional entre el 0 y el 9 de una segunda matriz. Como contraprestación, los premios que se reparten son de un tamaño sensiblemente mayor a los repartidos por La Primitiva
Fue creado en 1993 con la intención de replicar el formato de La Primitiva con una recaudación y premios superiores. En la actualidad los sorteos se realizan  los domingos con periodicidad semanal.

### Euromillones
Euromillones es un sorteo realizado de forma conjunta por nueve operadores de juego de distintos países europeos. Debido a que el sorteo se realiza a nivel internacional, es el juego con menores posibilidades de otorgar un premio, pero también es el que mayores premios aporta a sus acertantes.
El formato consiste en una lotería activa en la que el participante debe seleccionar cinco números de una matriz entre el 1 y el 50 y dos estrellas numeradas entre el 1 y el 12. Los sorteos se realizan con periodicidad semanal los martes y los viernes, mediante la extracción dos bolas de dos bombos, uno para los números y otro para las estrellas.

### La Quiniela
La Quiniela es un juego de apuesta deportiva creado en 1946 consistente en adivinar el vencedor de quince partidos de fútbol español de primera y segunda división que se celebrarán durante la jornada. Para los 14 primeros la apuesta consiste en adivinar si ganará el equipo local (1), el visitante (2) o si habrá un empate (X). Para el último partido, denominado «Pleno al quince» se debe predecir el número de goles que marcará cada equipo.

### Quinigol
El Quinigol es una variante de La Quiniela creada en 2004 e inspirada en el formato original con el que nació originalmente el juego de apuestas. En este formato se presentan 6 partidos de fútbol los que el participante debe predecir el resultado exacto. Para cada encuentro, se debe el número de goles que marcará cada uno de los equipos: cero, uno, dos o más (M).

### Lototurf
Lototurf es un juego que combina una lotería de azar con una apuesta deportiva hípica. Se creó en 2005 con el objetivo de financiar la reapertura del Hipódromo de la Zarzuela de Madrid. 
El participante debe escoger, por un lado seis números de una matriz numerada del 1 al 31. Por otro lado, deberá predecir el dorsal del caballo ganador en la carrera indicada en el boleto, numerado entre el 1 y el 12.

### Quíntuple Plus
El Quíntuple Plus es un juego tradicional de apuesta hípica. Consiste en predecir el caballo ganador de cinco carreras determinadas. Además del ganador de las cinco carreras, como complemento también se debe predecir qué caballo quedará en segunda posición en la quinta carrera.

## Historia

### Lotería Real
Los orígenes de la lotería de titularidad estatal en España se remontan al reinado de Carlos III. El 30 de septiembre de 1763, inspirándose en una tradición procedente de Nápoles, se instauró la «Lotería Real». El formato del juego era una lotería activa en la que los jugadores debían seleccionar los números por los que deseaban apostar, siendo el antecesor de la actual La Primitiva.

[…] He tenido por oportuno, y conveniente establecer en Madrid una Lotería […] para que se convierta en beneficio de Hospitales, Hospicios y otras Obras Pías y públicas, en que se consumen anualmente muchos caudales de mi Real Erario”.
Real Decreto del 30 de septiembre de 1763

El juego consistía en escoger cuantos números se desease que estuviesen comprendidos entre el 1 y el 90. Los premios se otorgaban en una ceremonia de extracción en la que un niño con los ojos vendados sacaba cinco bolas de una bolsa que contenía 90, numeradas correspondientemente de forma correlativa. Dado que el primer sorteo se celebró en la Plaza de San Ildefonso de Madrid, se decidió que la sociedad de Lotería Real tendría su sede allí.

### Lotería Nacional
La que hoy se conoce como Lotería Nacional nació aproximadamente un siglo después, en Cádiz en 1811, por iniciativa de Ciriaco González Carvajal, para aportar fondos a la Hacienda Pública que había quedado resentida por la Guerra de la Independencia. La Real Lotería Nacional de España fue creada por instrucción de 25 de noviembre de 1811. Concebida como «un medio de aumentar los ingresos del erario público sin quebranto de los contribuyentes», tiene lugar en Cádiz el primer sorteo el 4 de marzo de 1812. 
Circunscrita en principio a Cádiz y San Fernando, salta después a Ceuta y a toda Andalucía, conforme avanzaba la retirada de los ejércitos napoleónicos. El 28 de febrero de 1814 se celebra el primer sorteo en Madrid, desde entonces sede de la Lotería Nacional de billetes. Los billetes se fraccionaron en cuartos – en lugar de en décimos –, cada uno de los cuales tenía un importe de diez reales.
Con la vuelta al poder de Fernando VII, impone que se llame "Lotería Moderna" hasta que durante el Trienio Constitucional, se vuelve a "Lotería Nacional", pasando otra vez a "Moderna" a la vuelta del absolutismo hasta que después de la muerte de Fernando VII ya pasa definitivamente a "Nacional". El formato moderno era un tipo de lotería pasiva, en la que los jugadores adquirían billetes que ya llevaban definido un número concreto, al contrario que en la Lotería Real, en la que los participantes debían escoger los números con los que jugaban. 

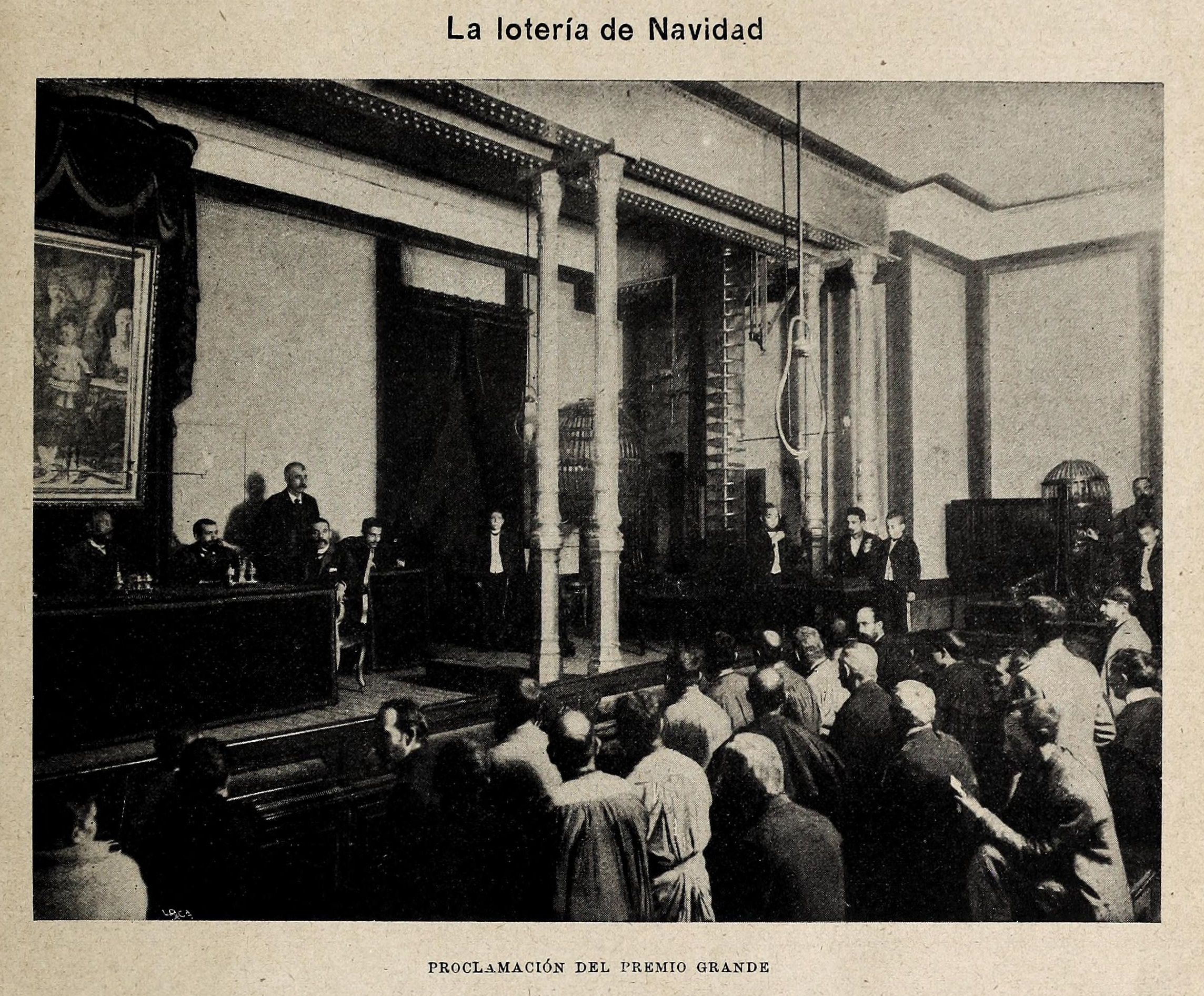
Proclamación del premio grande de la lotería de Navidad el 23 de diciembre de 1896.

En 1818 la Lotería Nacional decide realizar un sorteo especial coincidiendo con la Navidad. Este puede considerarse el precursor del actual Sorteo extraordinario de Navidad. Sin embargo no fue hasta 1839 cuando este sorteo se decidió realizar de forma regular; y hasta 1897 no recibió su nombre actual. En la década de 1880 aparece un segundo sorteo especial que ha perdurado hasta la actualidad: el Sorteo Extraordinario del Niño.
En 1862 se eliminó la Lotería Real en beneficio de la Nacional. Para cubrir el hueco, la lotería Nacional amplió considerablemente el número de sorteos mensuales que ejecutaba. Por entonces, la sede de Loterías se encontraba, alrededor del año 1877, en la Fábrica Nacional de la Moneda.
Un siglo después, el Estado decidió recuperar el formato de lotería activa a través del Real Decreto del 1 de agosto de 1985. Debido a que se recuperaba el juego histórico original, el sorteo adquirió el nombre de Lotería Primitiva. En los primeros años del sorteo desde 1985 no existía la bola de reintegro, que fue añadida en junio de 1991.

### SigloXX

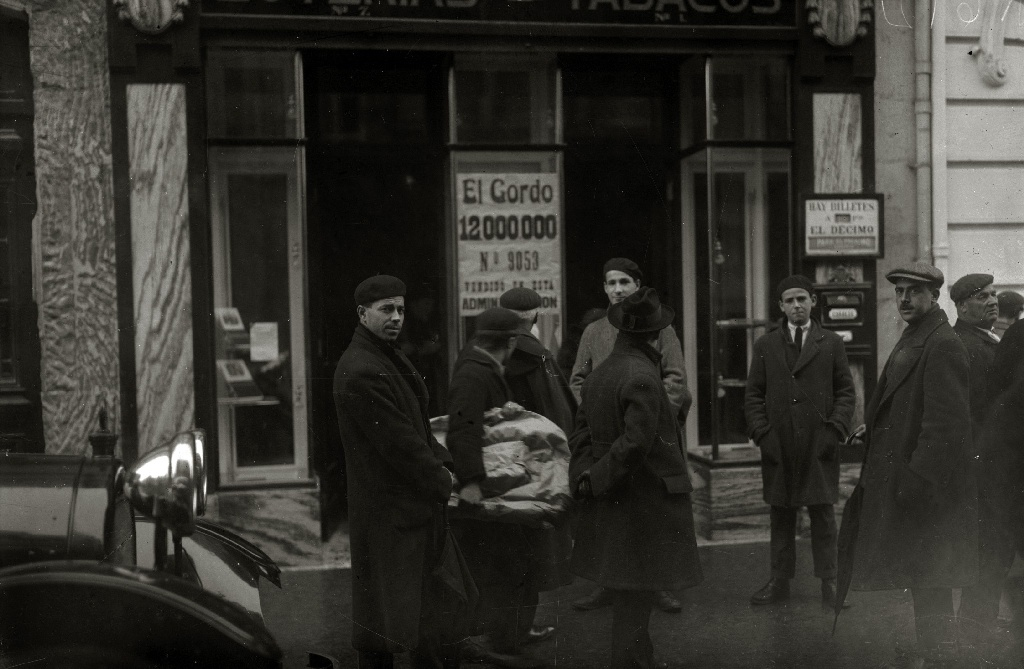
Exterior de una Administración de Tabacos y Loterías en 1920 en San Sebastián.

El siglo XX trajo consigo el aumento de la demanda y el gasto ciudadano en loterías y juegos de azar, lo que conllevó la creación de nuevos juegos y sorteos. En 1924 se celebra por primera vez el Sorteo a beneficio de Cruz Roja de Lotería Nacional, que se mantiene hasta la actualidad. En 1932 la sede de Loterías se trasladó a la calle Montalbán de la capital.
En 1946, el Patronato Nacional de Apuestas Mutuas decidió crear un juego basado en las apuestas futbolísticas. El fútbol ya se encontraba asentado como un deporte con un gran número de aficionados y había peñas futbolísticas que realizaban apuestas de forma informal, por lo que se decidió crear un sorteo que tuviera como base este deporte: La Quiniela. La primera Quiniela nació en la temporada 1946-47 con un precio de 2 pesetas por boleto. En aquel entonces el juego consistía en una apuesta clásica de resultados de fútbol: El apostante debía acercar el resultado exacto de cada uno de los siete partidos que figuraban en el boleto. Para la temporada siguiente se decidió simplificar el formato, creando el actual sistema 1X2, en el que sólo era necesario acertar si ganaría el equipo local (1), el visitante (2) o si acabaría en empate (X).
En sus primeras temporadas no se denominaba de manera oficial "Quiniela", ya que simplemente se hablaba de «Apuestas mutuas deportivas». La palabra "quiniela" era un término popular que se utilizaba para referirse a los juegos de apuestas en general, por lo que la costumbre popular acabó por convertir en oficial el nombre del juego. Un 45% de la recaudación se dedicaba a obras de caridad, otro 45% a premios y reservaba el otro 10% para la gestión del sistema. En 1963 la sede se traslada a la calle de Guzmán el Bueno.

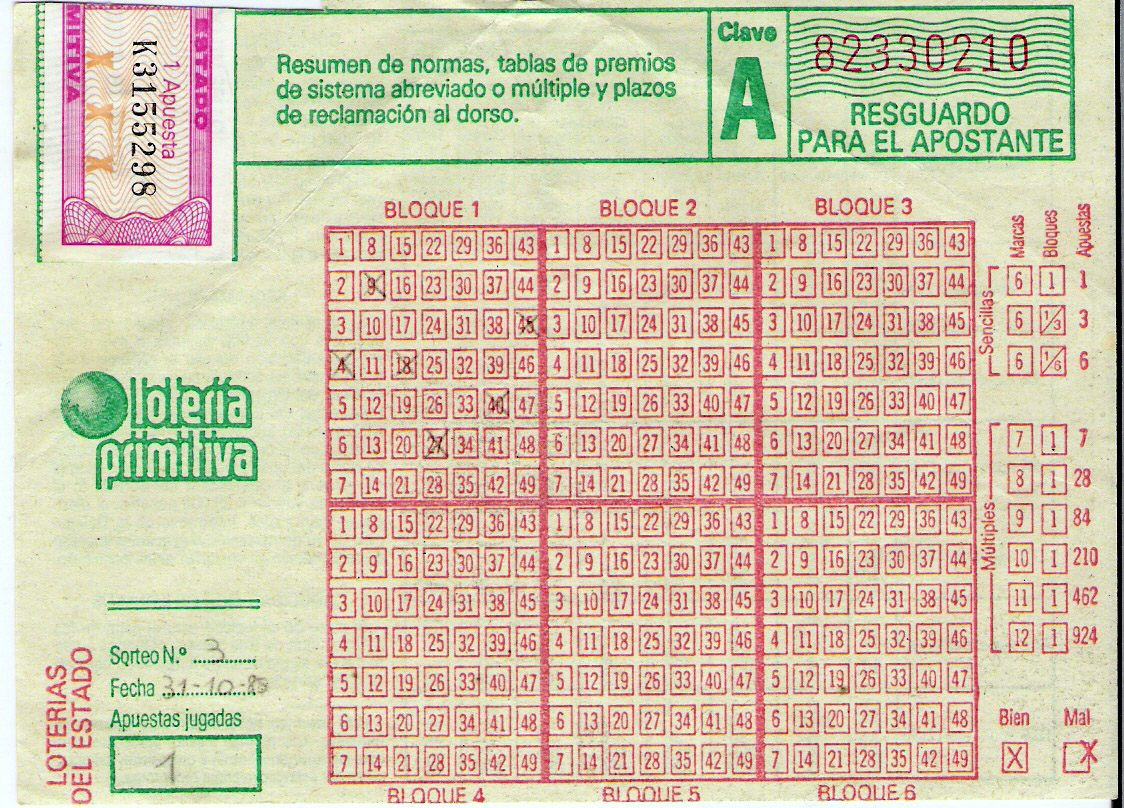
Resguardo del sorteo n.º 3 de la Lotería Primitiva celebrado el 31 de octubre de 1985.

Con el fin de la dictadura de Francisco Franco y el restablecimiento de la democracia en España, se decidió reorganizar la estructura empresarial de los juegos de azar de titularidad estatal. En 1984 el Gobierno de España fusionó el «Patronato de Apuestas Mutuas Deportivas Benéficas» (responsable de la Quiniela) y el «Servicio Nacional de Loterías» (responsable de la Lotería Nacional), creando el Organismo Nacional de Loterías y Apuestas del Estado (ONLAE), en cuya figura jurídica deriva la empresa pública actual. 
Un año después, en 1985 el Gobierno decide recuperar el formato de lotería activa en la que el jugador escoge de forma activa los números por los que quiere apostar, para lo cual se inspira en la histórica Lotería Real de Carlos III. Debido a que se recuperaba el formato de la lotería tradicional, el juego adquirió el nombre de Lotería Primitiva. 
El éxito de este juego llevó a que en 1988 se decidiese crear una réplica de menor tamaño de este sorteo, con billetes a un precio más accesible y premios inferiores: Bonoloto. De igual forma, en 1993 se decidió crear otra versión del sorteo con billetes de mayor importe pero premios muy superiores a los de La Primitiva, al que se le dio el nombre de El Gordo de la Primitiva.

### SigloXXI

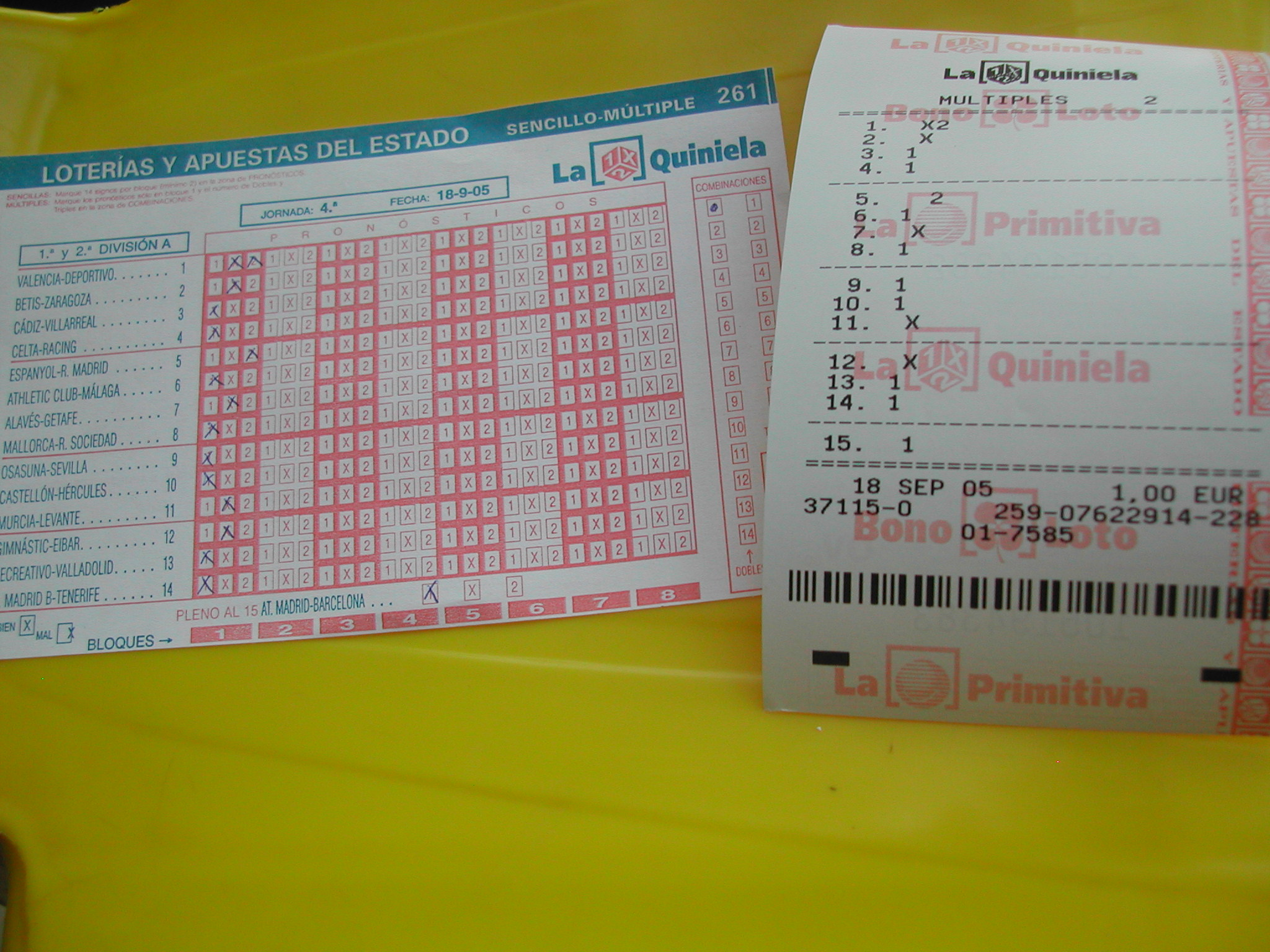
Boletos de juego de La Quiniela para la temporada 2005.

En el año 2000 el Gobierno cambió la figura jurídica de la sociedad de loterías, constituyéndose como la Entidad Pública Empresarial Loterías y Apuestas del Estado. Cuatro años después, Loterías alcanzó un acuerdo con otros operadores de lotería de Europa para constituir la primera lotería de paneuropea: Euromillones. 
El año 2005 trajo consigo la integración en loterías de los primeros juegos de apuesta hípica. El Congreso de los Diputados había aprobado un año antes la reapertura del Hipódromo de la Zarzuela, que llevaba clausurado desde 1996. Para ayudar a la financiación del hipódromo, se instó a que Loterías creara juegos específicos. Se crearon dos juegos: Lototurf y Quíntuple Plus. El primero se trata de una lotería de azar que incluye la apuesta a un caballo como complemento, mientras que el segundo se trata de una apuesta hípica más tradicional.
El mismo año se creó el Quinigol, una variante de la Quiniela inspirada en el formato original del juego, en el que se deben predecir el resultado exacto de los 6 partidos que se proponen en cada jornada, decidiendo para cada equipo se marcará 0, 1, 2 o más (M) goles.
En el contexto de la crisis económica, en el verano de 2011 el Gobierno anunció la intención de privatizar parcialmente la empresa pública mediante la salida a bolsa del 30% de la entidad, que debería haber ocurrido el 19 de octubre. Sin embargo, a finales de ese año la operación fue suspendida de manera indefinida. Se optó entontes por crear un nuevo impuesto del 20% para gravar los premios de Loterías del Estado superiores a 2500 euros, a partir del 1 de enero de 2013. En los años posteriores la cuantía aumentó progresivamente, siendo la exención desde el 1 de enero de 2020 de aquellos premios que no superen los 40 000 euros.
En 2020, debido a la pandemia de COVID-19, los sorteos de Loterías y Apuestas del Estado se vieron temporalmente suspendidos por primera vez en la historia reciente. Esta interrupción afectó a sorteos emblemáticos como la Lotería Nacional y La Primitiva. Con la progresiva reactivación de la actividad económica, los sorteos se reanudaron con medidas de seguridad adicionales.
En 2021, Loterías y Apuestas del Estado implementó nuevas tecnologías en sus juegos, permitiendo la participación online de forma más accesible. Esto supuso una modernización en la gestión y comercialización de los productos de lotería, adaptándose a las tendencias digitales del sector.[cita requerida]
En los últimos años, Loterías ha seguido ampliando su oferta de juegos y mejorando la transparencia en la gestión de los premios, promoviendo iniciativas de juego responsable y colaborando con diversas organizaciones para la prevención de la ludopatía. Asimismo, ha reforzado su presencia en eventos benéficos y culturales, consolidando su papel como una entidad clave en la financiación de proyectos sociales en España. Dentro de este marco, diversas administraciones, como Doña Manolita (Madrid), Trébol de la Suerte (Castelló de Rugat, Valencia), La Bruja de Oro (Sort, Lleida) o Loteria Valdés (Barcelona) han destacado por su papel en la distribución de premios y su compromiso con el juego responsable, convirtiéndose en un referente dentro del sector.[cita requerida]